# Катастрофа Ми-8 у села Ермаковское
Катастрофа Ми-8 у села Ермаковское — авиационная катастрофа, которая произошла в Красноярском крае 28 апреля 2002 года, в результате которой погиб губернатор Красноярского края Александр Иванович Лебедь. В тот день Александр Лебедь вместе с сотрудниками своей администрации отправился на открытие новой горнолыжной трассы в Ермаковском районе на юге Красноярского края на вертолёте Ми-8, принадлежащем авиакомпании «Енисейский меридиан».
В 10:15 по местному времени вертолёт упал с высоты 30 м, столкнувшись с проводом линии электропередач возле автомобильной трассы М-54 «Енисей» (участок Абакан — Кызыл) в 100 км от районного центра — села Ермаковское. Свидетелями трагедии стали работники транспортной полиции, дежурившие на трассе. В катастрофе погибли восемь человек, включая Лебедя, который скончался по пути в больницу Абакана. Для расследования катастрофы была создана специальная комиссия, возглавляемая министром по чрезвычайным ситуациям Сергеем Шойгу. Государственная комиссия пришла к выводу, что причиной катастрофы стала «неудовлетворительная подготовка экипажа к выполнению полёта». В 2004 году командир звена Ахмеров был приговорён к четырём годам лишения свободы, а пилот Курилович был осуждён на три года условно с испытательным сроком в два года.

## Вертолёт
Вертолёт, причастный к катастрофе, был моделью Ми-8АМТ с регистрационным номером RA-22158. Вертолёт принадлежал авиакомпании «Енисейский меридиан», дочерней компании аэропорта Черемшанка, подконтрольного Красноярскому МТУ воздушного транспорта Минтранса России. Экипаж вертолёта состоял из командира воздушного судна Алексея Куриловича, проверяющего — командира звена Тахира Ахмерова и бортмеханика Павла Евсеевского.

## Катастрофа
28 апреля 2002 года губернатор Красноярского края Александр Лебедь и его сопровождающие отправились на вертолёте Ми-8АМТ на открытие новой горнолыжной трассы в Восточных Саянах. Вертолёт взлетел из населенного пункта Ермаковское и двигался по маршруту аэропорт Черемшанка — посадочная площадка «Сосны» — населенный пункт Ермаковское — район озера Ойского. Вертолёт перевозил 17 пассажиров, среди которых были члены экипажа, губернатор Лебедь, представители краевой администрации, съемочные группы Красноярской государственной телерадиокомпании «Центр России» и 7 канала, а также работники нескольких красноярских газет.
Вертолёт разбился около 06:15 по московскому времени на юге Ермаковского района в 50 км от посёлка Арадан, столкнувшись с проводом линии электропередачи возле автомобильной трассы М-54 «Енисей», в 100 км от районного центра — села Ермаковское.
Погибшие:
- губернатор Красноярского края Александр Лебедь;
- заместитель губернатора по социальным вопросам Надежда Кольба;
- глава Ермаковского района Василий Роговой;
- начальник управления по туризму Лев Чернов;
- оператор программы «ИКС» КГТРК «Центр России» Игорь Гареев;
- корреспондент «Сегодняшней газеты» Константин Степанов;
- сотрудник Шушенского санатория Андрей Кондинский;
- корреспондент «7 канала» Наталья Пивоварова.

## Расследование
Последовавшее сообщение о катастрофе привело к формированию специального штаба в Красноярске для расследования инцидента, руководителями которого стали первый заместитель губернатора края Николай Ашлапов и председатель краевого Законодательного собрания Александр Усс. В дополнение, федеральное правительство учредило комиссию под руководством министра Сергея Шойгу для исследования обстоятельств гибели Лебедя и остальных пассажиров. Расследование катастрофы также возглавил Межгосударственный авиационный комитет СНГ в лице Валерия Черняева.
Согласно официальным выводам министерства транспорта Российской Федерации от 22 июля 2002 года, причинами авиакатастрофы в Красноярске стали несколько ключевых факторов. Первой причиной называлось, что подготовка и обеспечение выполнения рейса звеном ГУП «Авиакомпания „Енисейский меридиан“» были организованы неудовлетворительно. Во-вторых, экипаж нарушил нормы полёта в горной местности и при неблагоприятных метеорологических условиях. В-третьих, специалисты служб УВД аэропортов не обеспечили должное информирование экипажа о погодных условиях. Также были выявлены нарушения в работе АМСГ Абакан и Красноярского МТУ воздушного транспорта Минтранса России.
В тех же выводах министерства отмечалось, что в январе 2002 года вертолёт Ми-8АМТ RA-22158 был исключён из сертификата эксплуатанта авиакомпании «Енисейский меридиан». При этом, несмотря на нарушение федеральных авиационных правил, вертолёт продолжал выполнение полётов, налетав 37 часов 15 минут до авиационного происшествия. В апреле 2002 года по запросу авиакомпании было временно запрещено использование этого вертолёта, затем разрешено. Планирование полётов и назначение экипажей проводились в дочернем предприятии авиакомпании, «Аэропорт Черемшанка». После этого вертолёт был арендован авиакомпанией «Скол», при этом он оставался в аренде и у «Енисейского меридиана», что нарушало условия договора аренды.
Во время данного полёта командир воздушного судна Алексей Курилович имел лишь ограниченный опыт, всего 9 часов 45 минут налета в своей текущей должности. Инструктор Тагир Ахмеров ранее сталкивался с серьезными проблемами в пилотировании. Процесс подготовки к полёту и предполётная подготовка были проведены с нарушением установленных процедур, предусмотренных НПП ГА-85, что привело к ограниченному планированию полёта. По выводам комиссии, метеорологическая обстановка не была проанализирована перед принятием решения о вылете. Информация о погоде в районе пункта Ермаковское была получена только в процессе запуска двигателей, причём прогноз погоды указывал на нелётную погоду. После посадки на площадке «Сосны» на борт вертолёта приняли 13 пассажиров, включая губернатора Красноярского края Александра Лебедя. Позже было принято еще 4 пассажира, при этом вертолёт был оборудован только 14 пассажирскими креслами, что являлось нарушением требований лётного руководства Ми-8AMT и инструкции 66/и 1987 года. Экипаж также получил план дальнейшего полёта только после посадки в Ермаковском.
В рамках расследования выяснилось, что на месте бортмеханика находился пассажир, что противоречит требованиям НПП ГА-85. Продолжая полёт в условиях пониженной видимости, экипаж не успел заметить провода линии электропередач и попытался их избежать путём резких движений, чего следствием стал удар лопастей о хвостовую балку. Вертолёт также столкнулся с проводами, после чего произошла потеря управляемости и крушение на заснеженной поверхности. Комиссия межгосударственного авиационного комитета также пришла к выводу, что к происшествию привели недостаточная организация летной работы в «Енисейском меридиане», а также слабый контроль со стороны Красноярского межрегионального территориального управления Минтранса России над деятельностью этой авиакомпании.
В октябре 2002 года обвинение в нарушении правил безопасности полёта, что повлекло за собой гибель людей, было предъявлено Сибирским Управлением Генпрокуратуры пилотам вертолёта Ми-8, Ахмерову и Куриловичу. Кроме того, из-за недостаточной организации летной работы, у авиакомпании «Енисейский меридиан», которая владела вертолётом Ми-8, было отозвано летное свидетельство в 2002 году.
6 января 2004 года Красноярский краевой суд вынес вердикт по делу Тахира Ахмерова и Алексея Куриловича: первый получил срок в колонии-поселении на четыре года, второй — лишение свободы условно на три года. На приговор была подана кассационная жалоба, однако в июле того же года Верховный суд отказал в её удовлетворении. В феврале 2006 года Ахмеров вышел на свободу по условно-досрочному освобождению.

## Мнения
Согласно мнению Владимира Полушина, писателя, сотрудничавшего с Лебедем с 1992 года, перед крушением вертолёта произошло несколько значимых событий. За несколько дней до катастрофы аэропорт «Черемшанка» передал вертолёт 22158 авиакомпании «Сокол». За два дня до полёта состав экипажа был изменён. На карте отсутствовали обозначения ЛЭП, и несмотря на неблагоприятный прогноз погоды, лётчик Ахмеров принял решение о полете. Служба безопасности не сообщила губернатору о смене лётчиков и обслуживающей компании. Полушин также отметил, что Лебедь, будучи непредсказуемым и неконтролируемым, мог выдвинуться на выборы президента в 2004 году, что могло вызвать проблемы для некоторых олигархов, включая Быкова.
Борис Березовский в интервью Граням.ру выразил убеждение, что смерть Александра Лебедя не была случайной. Он описал Лебедя как «яркого» генерал-губернатора, стоявшего против «серого» политического ландшафта России, и усомнился в официальной версии гибели Лебедя. Березовский также упомянул о напряженности между Лебедем и федеральным центром, в частности во время визита президента Путина в Красноярск. По его мнению, что ввиду событий последних двух лет, включая атаки на телеканалы НТВ и ТВ-6, войну в Чечне и взрывы жилых домов в Москве и Волгодонске, общественное доверие к власти серьёзно подорвано, что могло вызвать сомнения в случайности гибели Лебедя.